# История Челябинского трамвая
История Челябинского трамвая, насчитывающая почти столетнюю работу системы с момента её открытия в 1932 году, включает в себя непростой путь создания системы, её активное развитие в годы СССР и упадок во времена современной России, сменившийся активным восстановлением в 2020-е годы. 

## Дореволюционный период (1906—1917)
В августе 1906 года купец второй гильдии Василий Михайлович Колбин внёс в городскую Думу Челябинска предложение по постройке трамвая, рассматривался маршрут от железнодорожного вокзала до улицы Кирова (тогда улица Екатеринбургская). В феврале 1907 года вопрос о трамвае обсуждался повторно, но уже в июне того же года речь шла о конной железной дороге. Тогда одновременно планировалось составить смету и на конную железную дорогу, и на трамвай. Проведение подготовительных работ и приобретение оборудования и эксплуатацию будущей конки планировалось поручить А. Мессу, однако дальше переписки между Мессом и Думой дело не продвинулось. В феврале 1908 года вопрос о строительстве трамвайной системы поднимался в городской Думе последний раз. Возможной причиной низкой поддержки вопроса о трамвае являлось затрагивание интересов многочисленных владельцев частного извоза. До 1917 года трамвайное движение так и не было открыто.

## Строительство и советский период (1917—1991)
Вопрос о постройке трамвайной системы стал вновь обсуждаться в годы первой пятилетки, когда Челябинск стал стремительно развиваться и расти. Газета «Челябинский рабочий» писала: 
То, что сейчас в Челябинске называется окраинами — это будет центром. Окраины ещё на несколько вёрст отодвинутся дальше. Трамвай тогда будет нужен до зарезу!
. В практическое русло этот вопрос был переведён в 1930 году, когда Челябинский тракторный завод и другие заводы предложили выделить средства из своих бюджетов на постройку трамвая. 12 мая 1931 года было проведено специальное совещание по вопросам строительства в городе трамвая, канализации и водопровода. Уже в июле того же года на пленуме городского совета сообщалось, что на строительстве разобрано 6,77 км мостовой, вырыто 2550 м³ котлована и сбалансировано до 100 м одноколейного пути. 17 августа 1931 года в городской газете «Челябинский рабочий» было опубликовано объявление коммунального треста, в котором говорилось, что идёт набор на курсы вагоновожатых трамвая, обучение проводится в Свердловске, его срок 2 месяца.

Вагон серии «Х» в 1932 году

Трамвайное движение у площади Революции. 1970-е.

Открытие трамвайного движения состоялось 5 января 1932 года. Первый трамвайный вагон прошёл от улицы Карла Маркса до железнодорожного вокзала. Протяжённость открытого участка составляла 6,2 км, ветка тянулась от ЧГРЭС до железнодорожного вокзала. К концу года подвижной состав состоял из 22 единиц вагонов серии «Ф». Трамвайная сеть продолжала активно развиваться, за 4 года были открыты линия от улицы Российской до Челябинского тракторного завода, линия до «Станкостроя», линия ул. Карла Маркса—проспект Победы (тогда ул. Кирпичная), кольцо на площади Ярославского, линия до Центрального стадиона. Общая протяжённость трамвайных линий к 1937 году составляла 43,7 км, подвижной состав насчитывал 81 вагон, а пассажиропоток составил 33,6 млн человек за год. В 1938 году были введены две новые линии: ул. Кирова—Кислородный завод, ул. Труда—областная больница, открыто трамвайное депо № 1 для создания условий содержания вагонов в технически исправном состоянии.
К началу Великой Отечественной войны протяжённость путей составляла 49,1 км, подвижной состав насчитывал 72 вагона, город обслуживали 9 маршрутов. После Великой Отечественной войны в Советском Союзе оплата проезда в трамвае стоила 3 копейки. В 1947 году введена в эксплуатацию трамвайная линия от Заводоуправления до железнодорожной линии лакокрасочного завода, протяжённость составила 18,7 км. В 1948 году были введены цены на проезд в трамвае: поездка в черте города — 3 копейки, за чертой города — 5 копеек. К этому году в парке подвижного состава появились 7 вагонов МТВ-82 и один состав серии «Х». В 1949 году открыта линия Челябинск—Копейск. В 1950 году поступило 12 вагонов КТМ/КТП-1, а через два года были доставлены 36 ранее списанных вагонов из Москвы, Куйбышева, Тулы и Златоуста, которые восстановили и запустили в эксплуатацию, всего к тому времени количество вагонов составляло 156 в трамвайном парке. В 1950—1960-х годах трамвайная сеть продолжала стремительно развиваться: реконструировано депо № 1 и открыто депо № 2, создан маршрут от ж/д вокзала до ЧМЗ, открыты линии ул. Лермонтова—ул. Российская, до ЦХП (в то время НЗС), демонтирована ж/д линия, пересекающая ул. Гагарина, что дало возможность соединить трамвайные пути ул. Гагарина с общегородскими маршрутами. В 1963 году трамвайная система перешла на бескондукторное обслуживание пассажиров.
В 1967 году ежедневно перевозилось 46,7 тыс. человек, в 1961 году протяжённость линий была 115 км, и в результате открытия депо № 2 трамвайный парк пополнился 82 вагонами КТМ/КТП-2. В 1970 году введена в эксплуатацию линия по проспекту Победы, которая стала обслуживать весь северо-запад города, также в этом году введена трамвайная линия до КХЦ. Протяжённость трамвайной сети в 1971 году составляла 176 км. В 1976 году были закрыты линии в Копейске, и трамвайное сообщение между двумя городами прекратилось. К 1978 году весь подвижной состав состоял из вагонов КТМ-5. В 1980 году введены в эксплуатацию несколько подстанций, что позволило увеличить размеры движения и обеспечить перевозку в пиковые часы. В конце 1980-х и начале 1990-х были закуплены 35 вагонов 71-608. К 1990 году подвижной состав состоял из 169 вагонов, а пассажиропоток за сутки составлял 216,7 тыс. человек.

## Постсоветский период, упадок (1992—2018)
В 1990-е — 2010-е трамвайная сеть развивалась медленно и пришла к деградации до начала реформ городского транспорта. Было открыто только три линии: в 1991 году была продлена линия по территории ЧМК от Коксохима до ЭСПЦ-6, через год открылась линия по улице Горького от проспекта Победы до ЧЭМК (попутно конечной остановке ЧЭМК на улице Российской было возвращено наименование ЧГРЭС), в 2000 году продлена линия по улице Степана Разина от железнодорожного вокзала до завода имени Колющенко. В то же время ликвидированы две ветки: КБС—ЧКПЗ в 1995 году и Центральный стадион — Дворец спорта «Юность» по улицам Энгельса и Труда в 1990-х годах. После распада Советского Союза для детей действовал бесплатный проезд, который был отменён в 2005 году. В 2007 году была выполнена реконструкция моста через реку Миасс с трамвайными путями, в связи с чем временно прекращалось движение по ул. Кирова, а в августе 2015 года трамвайные пути с конца Свердловского тракта были перенесены на новый путепровод, дублирующий тракт и проходящий в районе улицы Новомеханической.
Характерной проблемой для МУП «Челябгортранс» в 2000-е годы была хроническая задолженность за электроэнергию, теплоснабжение и водоснабжение перед ресурсоснабжающими организациями, а несвоевременное погашение приводило к ограничению и приостановлению подачи электроэнергии, из-за чего количество выпускающихся машин сокращалось, а порой движение транспорта останавливалось. В 2005 году долг составлял 6,5 млн рублей. Для сокращения долга компания «Челябэнергосбыт» ограничила работу тяговых подстанций. После этого ситуация продолжала повторяться каждый год, транспорт, бывало, не работал по несколько часов. В сентябре 2006 года задолженность МУП «Челябгортранс» перед «Челябэнергосбыт» составляла 7 млн рублей, причём МУП «Челябгортранс» находился в списке крупных должников. Напряжённая ситуация с задолженностью была в течение 2007 года: максимальный долг в августе составил 16,8 млн рублей, 2 сентября Металлургический район был отрезан от остального Челябинска, в этом районе было прекращено трамвайное и троллейбусное движение на весь день. Наиболее острая ситуация с задолженностью перед «Челябэнергосбыт» сложилась в 2009 году. С 1 января 2009 года для МУП «Челябгортранс» повысили тарифы на электроэнергию на 214%. В апреле сумма долга составляла более 140 млн рублей, в мае — около 57 млн рублей. В июне прошло судебное разбирательство о том, что МУП «Челябгортранс» платило за электроэнергию по необоснованно высокой цене, суд встал на сторону МУП «Челябгортранс», сумма возмещения составила почти 2 млн рублей. В августе сумма долга выросла до 74 млн рублей. По словам «Челябэнергосбыт», МУП «Челябгортранс» намеревался поэтапно гасить долг, однако к июлю не было оплачено за электроэнергию даже 1% от начисленной суммы. В результате возрастания долга «Челябэнергосбыт» несколько раз в августе ограничивала тяговые подстанции. В сентябре и октябре возникали перебои в работе электротранспорта, сумма долга на октябрь составляла 54 млн рублей. В октябре 2009 года губернатор Челябинской области Пётр Сумин выделил 100 млн рублей на погашение долга. Несмотря на все усилия, к февралю 2010 года долг вырос до 200 млн рублей. Окончательно погасить долг МУП «Челябгортранс» удалось к июлю 2010 года, в 2011 год компания вошла без долгов.
В 2011 году все трамваи были оснащены системой ГЛОНАСС для организации движения. В 2012 году билет об оплате проезда был заменён на кассовый чек, в котором указана информация о маршруте, время получения чека, цена.
Трамвайный парк в постсоветский период фактически не обновлялся, в конце 1990-х и 2000-х годах было куплено 9 вагонов 71-619, в 2015 году — 1 вагон 71-623, изношенность подвижного состава в 2014 году равнялась 97%. Неудачной попыткой исправить положение была модернизация 21 старого вагона 71-605 в 2011—2016 годах, 10 из которых были конфискованы в 2018 году из-за долга перед лизинговой компанией, проводившей модернизацию, но позже были выкуплены.
В ноябре 2011 года коллективы предприятий из транспортной отрасли Челябинска в письме губернатору Челябинской области Михаилу Юревичу написали о жалобе на реорганизацию, попросив разобраться в ситуации. В начале ноября того же года в редакцию сайта Chelyabinsk.ru пришло открытое письмо от коллективов разных работников МУП «ЧелябГЭТ». В письме написано:

Городской электрический транспорт находится в тяжелейшем положении, коллектив лихорадит, растёт глухое недовольство. Город лишился троллейбусного депо и автобусного парка. Численность коллектива сокращена более чем на 500 человек, ещё столько же ушли по собственному желанию из-за невысокой зарплаты. Но вопрос о сокращении не стоит, нас просто выдавливают с предприятия, объясняя это оптимизацией и жёсткой экономией. Принято решение объединить троллейбусные и трамвайные депо, сделать в миллионном городе по одному троллейбусному и одному трамвайному управлению, при этом убрать из предприятий «лишние» квалифицированные кадры. Жуткая ситуация складывается со службами предприятия, без которых невозможна работа электрического транспорта — их выделяют в «ООО».— Коллектив работников МУП «ЧелябГЭТ»
В ответ на письмо глава администрации Челябинска Сергей Давыдов заявил, что все люди могут перейти в новые структуры на ту же самую работу, но это уже будет частное предприятие, никто не будет уволен. Как рассказал глава администрации, принято решение вывести часть работ из муниципальных предприятий в частные предприятия, например ремонт транспорта. Это решение принято из-за больших убытков, чтобы сэкономить средства.
Газета «Аргументы и факты» провела в 2012 году собственное расследование насчёт общественного транспорта Челябинска, как оказалось администрация Челябинска завышает в докладе информацию о выпуске подвижного состава и количестве маршрутов. Ежедневный выпуск муниципального транспорта по состоянию на 2012 год:
| Источник                       | Трамвай | Троллейбус | Автобус |
| ------------------------------ | ------- | ---------- | ------- |
| по данным администрации города | 194,6   | 200,4      | 199     |
| по данным «Аргументы и факты»  | 169,5   | 190        | 164     |

В 2017 году предприятие МУП «ЧелябГЭТ» было признано банкротом, и всё его имущество было переведено в созданное городской администрацией новое предприятие ООО «ЧелябГЭТ».

## Восстановление и перспективы (с 2019)
Отправной точкой восстановления трамвайной системы Челябинска является констатация её деградации губернатором области Алексеем Текслером в апреле 2019 года, произошедшей из-за запредельно изношенного подвижного состава и доминирования в городском транспорте маршрутных такси. В декабре 2019 года правительство Челябинской области для большей эффективности передало контроль за челябинским муниципальным транспортом от городских властей на уровень области, и в марте 2020 года областными властями было создало учреждение «Организатор перевозок Челябинской области» для объединения транспорта Челябинска и соседних Копейска и Сосновского района в единую агломерацию. В ноябре 2020 года была опубликована и в августе 2021 года утверждена транспортная схема Челябинской агломерации, разработанная специалистами ЮУрГУ совместно с коллегами из ИЭТиТП ВШЭ и ИрНИТУ. Одновременно с реализацией транспортной агломерации губернатором Алексеем Текслером в мае 2021 года был представлен план реанимации строительства городского метрополитена в виде его замены на метротрам с интеграцией в существующую трамвайную систему. В ходе строительства метротрама, которое должно быть завершено в 2026 году, планируется обновить весь подвижной состав, реконструировать 65 % и обособить 95 % трамвайных путей, модернизировать два депо и 22 тяговые подстанции.
В ходе модернизации транспорта было закуплено 134 новых вагона Усть-Катавского вагоностроительного завода (УКВЗ) в 2021—2023 годах: в 2021 году — 30 вагонов модели 71-623-04, в 2022—2023 годах — 104 вагона модели 71-628-01.
В 2021 году была проведена реконструкция 13 остановочных платформ по современным стандартам, отремонтировано 5 километров путей по улицам Цвиллинга и 1-й Пятилетки, обособлено 10 километров путей, запущена «зелёная волна» по проспекту Победы в виде умных датчиков и светофоров, включающих разрешающий для проезда свет трамваю при его приближении к перекрёстку. В ходе полной реконструкции Ленинградского моста в 2021—2022 годах на данном участке были уложены и обособлены новые трамвайные пути.
В 2023 году была продолжена программа по модернизации трамвайных линий. Были капитально отремонтированы участки путей по улице Российской (от Труда до Карла Маркса), Машиностроителей (от Масленникова до Новороссийской), по Свердловскому проспекту, по Шоссе Металлургов и два участка проспекта Победы (от Каслинской до Кирова и от Кирова до Болейко), всего — 15 километров одиночного пути. Также в рамках ремонта капитально отремонтирован трамвайный узел «Горького — Первой Пятилетки» (полная замена стрелочных переводов, рельсов, асфальтирование трамвайного переезда для автомобилей), узлы у трамвайных депо № 1 и 2 (замена стрелочных переводов), конечная станция «Автовокзал» (замена стрелочных переводов), а также на конечной станции «ул. Чичерина» с модернизацией трамвайного кольца и добавлением еще одного, четвертого по счёту, трамвайного пути.
Помимо капитального ремонта в 2023 году также осуществлялся и текущий ремонт трамвайных путей силами сотрудников предприятия ООО «ЧелябГЭТ». При данном виде работ осуществлялась частичная замена устаревших или сгнивших рельсов и шпал, ремонт / сварка стыков. Работы были проведены по ул. Горького, по ул. Цвиллинга, участках Шоссе Металлургов и пр. Победы.
Продолжена работа по реконструкции трамвайных платформ для ожидания транспорта. Новые платформы появились по ул. Кирова (ост. Кукольный театр и Цирк), у трамвайного депо № 2.
Ведётся обособление трамвайных путей: к началу 2024 года их доля повышена с 60 до 96 % — это наилучший показатель среди российских городов-миллионников. 94 % такого обособления выполнено физически, то есть, с использованием не только дорожной разметки и знаков.
В 2024 году продолжились масштабные работы по обновлению трамвайных путей. В летние месяцы реконструкция линии по ул. Цвиллинга была закончена ремонтом финального участка путей от ул. Тимирязева до проспекта Ленина. Одновременно были обновлены пути по ул. Черкасской и по Свердловскому проспекту от трамвайного депо № 2 до путепровода через реку Миасс. В связи с перекрытием движения из-за ремонтных работ по нескольким маршрутам были пущены трамваи-челноки, в некоторых местах для их оборота были специально вмонтированы стрелочные съезды.
В концу лета были отремонтированы стрелочные узлы «Каслинский» и «Теплотехнический институт», осенью — узел «Детский парк»: на нём вместе с реконструкцией существующих путей был достроен третий путь, позволяющий разъезжаться трамваям, следующим на ЧТЗ и в Ленинский район. Также в 2024 году прошли капитальные ремонты разворотных колец «ЧМК» и «Чичерина» с увеличением количества дополнительных путей. До конца года были поставлены 55 вагонов моделей 71-623-04 и 71-628-01, парк новых вагонов увеличился до 201 единицы.
Весной 2025 года вышли на линию новые вагоны, поступившие в трамвайные депо в 2024 году: 30 полунизкопольных вагонов 71-623-04 (модификация с маской от 71-628) и 26 полностью низкопольных 71-628. В апреле–мае 2025 года была проведена реконструкция трамвайных путей по улице Горького, рельсошпальная решётка после окончания ремонта осталась в открытом виде.

### Перспективы
Во второй половине 2025 года планируется реконструкция трамвайных путей на улицах Дзержинского, Кирова и на проспекте Победы. 
В ближайшие годы в рамках строительства метротрама будет проложена новая трамвайная линия, соединяющая Советский и Ленинский районы: от конечной «Автовокзал» до ул. Гагарина. В перспективе рассматривается возможность строительства трамвайной линии по проектируемому мосту ул. Краснознамённая — ул. Энгельса.